# Bohdan Marconi
Bohdan Lucjan Marconi (* 14. Januar 1894 in Warschau; † 15. Januar 1975 ebenda) war ein polnischer Maler, Konservator und Restaurator von Gemälden sowie Hochschullehrer.

## Familie
Marconi war der Sohn von Władysław Marconi und dessen Ehefrau Kazimiera Eleanora (1859–1934). Sein Großvater war der nach Polen eingewanderte Architekt italienischer Herkunft Enrico Marconi, sein Urgroßvater der in Mantua und Bologna wirkende Architekt und Maler Leandro Marconi. Marconis Schwester Halina Maria (1888–1952) war die Ehefrau von Stanisław Łoza. Die Brüder seines Vaters waren der Maler Karol Antoni Marconi und der Architekt Leandro Marconi. Marconis Ehefrau war Zofia (1896–1988). Das Paar hatte zwei Töchter. Das Familiengrab befindet sich auf dem evangelischen Friedhof (Polnisch: Cmentarz Ewangelicko-Reformowany) in Warschau-Wola.

## Leben
Nach dem Abitur studierte Marconi zunächst Violine am Konservatorium in Berlin. Im Jahr 1904 begann er dann ein Studium der Malerei an der Académie des Beaux-Arts in Paris, welches er an der Akademie der schönen Künste in Warschau unter der Leitung von Miłosz Kotarbiński und Wojciech Kossak abschloss. Im Jahr 1917 war er an Konzerten in der Nationalphilharmonie in Warschau beteiligt.
Im Jahre 1918 trat er in die Armee ein, um im Polnisch-Sowjetischen Krieg an der litauisch-weißrussischen Front zu kämpfen. Er absolvierte eine Ausbildung an der Kadetten-Infanterie-Schule (Polnisch: Szkoła Podchorążych Piechoty) sowie an der Kadetten-Schule der motorisierten Einheiten (Polnisch: Szkoła Podchorążych Wojsk Samochodowych).
Ab September 1922 arbeitete er als Karikaturist und in Folge (bis 1951) als Konservator und Restaurator für Malerei im Warschauer Nationalmuseum.
Während der deutschen Besatzung versuchte er erfolglos, die Decken der Königsschlosses in Warschau zu retten. Als Mitarbeiter des Nationalmuseums erlebte er die dem gescheiterten Warschauer Aufstand folgende Zerstörung der Stadt und der Vernichtung von Kulturgütern durch deutsche Truppen mit. Seine Erinnerungen daran veröffentlichte er später in der Essay-Sammlung „Die Kunst der Erhaltung“.
Im Jahr 1947 wurde Marconi zum Professor an der Warschauer Akademie der Bildenden Künste ernannt, wo er zur Erhaltung von Gemälden lehrte.

## Veröffentlichungen
- Lech Krzyżanowski, Marconi Bohdan - Polski słownik biograficzny konserwatorów zabytków, Band 1, Stowarzyszenie Konserwatorów Zabytków (Hrsg.), Posen 2000, ISBN 83-900862-7-1
- Bohdan Marconi, O sztuce konserwacji, Arkady, Warschau 1982